# Bấm huyệt

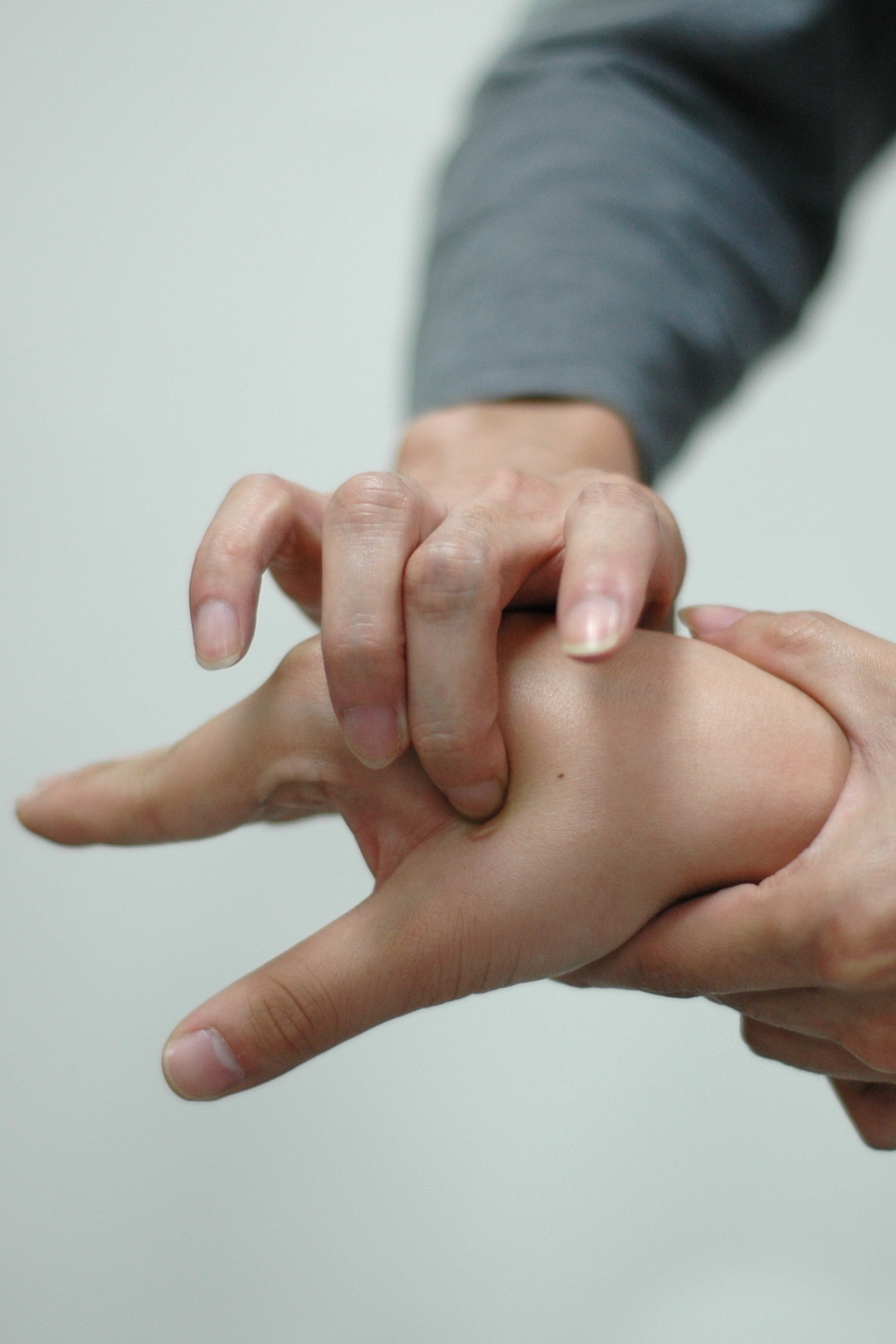
Huyệt châm cứu LI-4 (Hợp Cốc), tên tiếng Trung là 合谷 (hégǔ), là một huyệt đạo quan trọng trong châm cứu.

Bấm huyệt là một kỹ thuật trong y học thay thế thường kết hợp với châm cứu hoặc phản xạ học. Phương pháp này dựa trên quan niệm rằng cơ thể có dòng năng lượng sống (khí) lưu thông qua các "kinh mạch." Người ta tin rằng khi kinh mạch bị tắc nghẽn, sức khỏe sẽ bị ảnh hưởng. Bấm huyệt sử dụng áp lực lên các điểm cụ thể trên cơ thể, gọi là huyệt đạo, để giúp khơi thông dòng chảy năng lượng. Áp lực này có thể thực hiện bằng tay, khuỷu tay, hoặc dụng cụ chuyên dụng. Tuy nhiên, khoa học hiện nay chưa có bằng chứng xác nhận sự tồn tại của huyệt đạo, kinh mạch hay khí.
Một số nghiên cứu cho thấy bấm huyệt có thể giúp giảm buồn nôn, nôn mửa, mất ngủ, đau lưng dưới, đau nửa đầu và táo bón. Tuy nhiên, những nghiên cứu này có nguy cơ thiếu tính khách quan. Hiện vẫn chưa có bằng chứng khoa học đáng tin cậy chứng minh hiệu quả thực sự của bấm huyệt.

## Lịch sử và nguồn gốc
Có nhiều ý kiến khác nhau về nguồn gốc của bấm huyệt. Một số người cho rằng bấm huyệt xuất phát từ Ấn Độ rồi truyền sang Trung Quốc. Một số khác lại cho rằng bấm huyệt bắt đầu ở Trung Quốc.

### Giả thuyết Ấn Độ
Ở Ấn Độ, bấm huyệt đã được sử dụng phổ biến từ lâu. Khi Phật giáo lan sang Trung Quốc, người ta cũng đưa theo liệu pháp bấm huyệt và tích hợp vào y học truyền thống Trung Quốc, từ đó phát triển thành châm cứu. Nhiều học giả nhận thấy rằng các điểm huyệt chính trong bấm huyệt của Ấn Độ và châm cứu của Trung Quốc có nhiều điểm tương đồng.

### Giả thuyết Trung Quốc
Hoàng Đế nội kinh, một trong những sách y học cổ nhất thế giới, có phần Linh Thư Kinh đề cập đến cả bấm huyệt và châm cứu. Sách này kể về một trường hợp dùng kim đá để chữa áp-xe.

## Bối cảnh
Trong bấm huyệt, các điểm huyệt dùng để điều trị không nhất thiết phải nằm ở vị trí liên quan đến triệu chứng. Theo lý thuyết y học cổ truyền Trung Quốc (TCM), việc kích thích các điểm này giúp khơi thông hệ thống kinh mạch, qua đó tái cân bằng giữa âm, dương và khí (hay còn gọi là "chi").
Nhiều môn võ thuật Đông Á cũng sử dụng bấm huyệt, không chỉ để chăm sóc sức khỏe mà còn để tự vệ, như trong các kỹ thuật chin na và tui na. Họ dùng các điểm huyệt, hoặc kết hợp nhiều điểm, để làm suy yếu hoặc khống chế đối thủ. Ngoài ra, một số võ sĩ thường xoa bóp huyệt đạo hàng ngày để giúp khí huyết lưu thông tốt hơn, cải thiện độ linh hoạt và giảm độ nhạy cảm của các huyệt khi bị tấn công.

## Hiệu quả
Một đánh giá có hệ thống năm 2011 về 43 nghiên cứu liên quan đến hiệu quả của bấm huyệt trong điều trị các triệu chứng cho thấy nhiều nghiên cứu có nguy cơ sai lệch. Trong 43 nghiên cứu này, 35 nghiên cứu kết luận rằng bấm huyệt giúp cải thiện một số triệu chứng. Tuy nhiên, các nhà nghiên cứu cho rằng các thử nghiệm lâm sàng từ thập kỷ trước chưa cung cấp bằng chứng đủ mạnh để khẳng định bấm huyệt hiệu quả trong việc giảm triệu chứng. Họ nhấn mạnh cần thêm nhiều nghiên cứu ngẫu nhiên, có thiết kế chặt chẽ hơn để xác định chính xác hiệu quả của bấm huyệt trong điều trị triệu chứng ở các nhóm bệnh nhân khác nhau.
Một phân tích của Cochrane năm 2011, bao gồm bốn thử nghiệm về châm cứu và chín nghiên cứu về bấm huyệt trong việc giảm đau khi sinh, kết luận rằng "châm cứu hoặc bấm huyệt có thể giúp giảm đau trong quá trình chuyển dạ, nhưng cần thêm nhiều nghiên cứu để xác nhận điều này."
Một nghiên cứu khác từ Cochrane Collaboration về massage trong điều trị đau lưng dưới cho thấy massage có lợi ích lâu dài. Nghiên cứu kết luận rằng "bấm huyệt hoặc các kỹ thuật massage vào điểm áp lực có thể giảm đau hiệu quả hơn so với massage thông thường, nhưng cần thêm nghiên cứu để xác nhận."
Một loại vòng đeo tay bấm huyệt được cho là có khả năng làm giảm triệu chứng say tàu xe và các dạng buồn nôn khác bằng cách tạo áp lực lên huyệt P6, một điểm huyệt đã được nghiên cứu nhiều. Cochrane Collaboration đã thực hiện một nghiên cứu về việc sử dụng huyệt P6 để điều trị buồn nôn và nôn. Họ nhận thấy rằng huyệt này giúp giảm buồn nôn sau phẫu thuật, nhưng không giúp giảm nôn mửa. Nghiên cứu này bao gồm nhiều phương pháp kích thích huyệt P6 như châm cứu, điện châm, kích thích dây thần kinh qua da, kích thích bằng laser, thiết bị acustimulation và bấm huyệt. Tuy nhiên, không có kết luận nào về việc phương pháp nào hiệu quả hơn. Họ chỉ phát hiện bằng chứng chất lượng thấp cho thấy kích thích huyệt P6 tốt hơn so với các phương pháp giả, với chỉ 2 trên 59 thử nghiệm có độ tin cậy cao. Tạp chí EBM Bandolier báo cáo rằng trong hai nghiên cứu, 52% bệnh nhân ở nhóm đối chứng thấy hiệu quả, trong khi 75% bệnh nhân sử dụng huyệt P6 đạt được kết quả tích cực.
Trang web Quackwatch liệt kê bấm huyệt vào danh sách các phương pháp không có cơ sở hợp lý trong liệu pháp massage. Họ cho rằng các nhà thực hành bấm huyệt thường dùng các phương pháp chẩn đoán không khoa học, dẫn đến các kết luận không chính xác về tình trạng sức khỏe và bệnh tật.
Bấm huyệt trong y học lâm sàng thường dựa trên khung lý thuyết của y học cổ truyền Trung Quốc (TCM). Tuy nhiên, khoa học hiện đại chưa tìm thấy cơ sở giải phẫu hoặc mô học nào xác nhận sự tồn tại của các huyệt châm cứu hoặc kinh mạch.
Những người ủng hộ TCM cho rằng đây là một hệ thống tiền khoa học nhưng vẫn có giá trị trong thực tế. Thay vì nhìn nhận các khái niệm trong TCM theo cách giải phẫu học, nhiều bác sĩ châm cứu xem chúng như một phương tiện hữu ích để đánh giá và điều trị bệnh nhân, dựa trên chức năng hơn là cấu trúc.
Các nghiên cứu có sử dụng giả dược chưa cho thấy hiệu quả rõ rệt của bấm huyệt, nhưng họ cũng kết luận rằng bấm huyệt an toàn khi kết hợp với các phương pháp điều trị hiện đại.

## Dụng cụ
Có nhiều loại dụng cụ khác nhau dùng để tạo áp lực lên các vùng phản xạ của cơ thể. Acuball là một quả bóng cao su nhỏ có gai nhô ra, có khả năng làm nóng và thường dùng để giảm đau cơ và khớp. Con lăn năng lượng là một hình trụ nhỏ có gai, lăn qua lại giữa hai tay để kích thích huyệt đạo. Con lăn chân (còn gọi là "krupa chakra") là một trụ có gai, đặt trên sàn và lăn chân qua lại để kích thích huyệt ở lòng bàn chân. Thảm năng lượng (hay thảm kim tự tháp) có các gai hình kim tự tháp nhỏ, dùng để đi bộ lên, giúp kích thích các điểm huyệt dưới lòng bàn chân. Con lăn cột sống có gai nhô và chứa nam châm, dùng để lăn dọc cột sống, giúp thư giãn và kích thích vùng lưng. Teishein là một trong chín dụng cụ châm cứu cổ điển, được mô tả trong các văn bản châm cứu cổ. Mặc dù được gọi là kim châm cứu, Teishein không xuyên qua da mà tạo áp lực nhanh bằng cách gõ lên các điểm huyệt.